# Freycinetia novohibernica
Freycinetia novohibernica là một loài thực vật có hoa trong họ Dứa dại. Loài này được Lauterb. miêu tả khoa học đầu tiên năm 1911.